# Ван дер Леув, Герард
Герард ван дер Леув, также ван дер Леу (нидерл. Gerardus van der Leeuw, 18 марта 1890, Гаага — 18 ноября 1950, Утрехт) — нидерландский историк и философ религии, один из наиболее известных представителей феноменологии религии.

## Биография
Изучал теологию в Лейденском университете, специализировался на истории религий и египтологии. Затем учился в Берлине и Гёттингене. С 1918 преподавал в университете Гронингена. Придерживался реформатства. В исследованиях религии и мистицизма развивал подход Гуссерля. В 1945—1946 был министром образования Нидерландов от Партии труда. В 1950 стал первым президентом Международной ассоциации историков религии.

## Сочинения
- «Godsdienstvoorstellingen in de Egyptische pyramiedenteksten» (1916, диссертация)
- Историческое христианство/ «Historisch christendom» (1919)
- «Inleiding tot de Godsdienstgeschiedenis» (1924)
- Мистика/ «Mystiek» (1925)
- Введение в феноменологию религии/ «Einführung in die Phänomenologie der Religion» (1925)
- «Goden en Menschen in Hellas» (1927)
- Структура первобытного мышления/ «La Structure de la Mentalité primitive» (1928)
- «Inleidend woord» bij de Nederlandse vertaling van Rudolf Otto’s Das Heilige (1928, 1e dr; 2001, 3e dr)
- «Wegen en grenzen. Een studie over de verhouding tussen religie en kunst» (1932, 1e dr; 1948, 2e dr)
- Феноменология религии/ «Phänomenologie der Religion» (1933)
- «Onsterfelijkheid of opstanding» (1933, 1e dr; 1947, 4e dr)
- Введение в теологию/ «Inleiding tot de theologie» (1935)
- «De primitieve mens en de religie» (1937)
- Баховские Страсти по Матфею/ «Bachs Matthaeuspassion» (1937)
- «Balans van het christendom» (1940)
- Человек и религия/ «Der Mensch und die Religion» (1940)
- «Liturgiek» (1940, 1e druk; 1946, 2e dr)
- «De godsdiensten der Wereld» (1940—1941) (met J.N. Bakhuizen van den Brink)
- «Balans van Nederland» (1944)
- Баховские Страсти по Иоанну/«Bachs Johannes Passion» (1946)
- «Inleiding tot de Phaenomenologie van de Godsdienst» (1948)
- «Sacramentstheologie» (1949)
- О священном в искусстве/ Vom Heiligen in der Kunst (опубл. 1957, на англ. яз. — Sacred and profane beauty: the holy in art, 1963)